# Maximilian C. Jehuda Ewert
Maximilian Cornelius Jehuda Ewert (* 22. Juli 1974 in Soltau) ist ein deutscher Komponist. Nachdem er bereits frühzeitig auf sich aufmerksam gemacht hatte, werden seine Werke im In- und Ausland (z. B. Argentinien, Kanada, Frankreich, Israel, Norwegen, Österreich, Schweiz, USA) aufgeführt.

## Biografie
Ewert wurde als Sohn des ehemaligen Militärarztes Karsten Ewert geboren. Nach dem Abitur 1994 studierte er Violine und Komposition in Augsburg bei John van Buren, später an der Hochschule für Musik Würzburg bei Heinz Winbeck. Ewert erhielt für seine Kompositionen mehrere Auszeichnungen, darunter 1999 den ersten Preis beim internationalen Johannes-Brahms-Wettbewerb in Hamburg und 2006 den ersten Preis für ein symphonisches Werk der Oslo Grieg Society. 2001 bis 2002 lebte er als Stipendiat in der Cité Internationale des Arts Paris. Gleichzeitig war Ewert in mehreren Orchestern als Violinist aktiv, u. a. in der russischen Kammerphilharmonie St. Petersburg und zuletzt als Konzertmeister an der Opéra-Comique in Paris. Gleichzeitig wurde er von namhaften Ensembles, wie dem Arditti Quartett gespielt. Seit 2001 hielt Maximilian C. J. Ewert sich mehrfach in Argentinien auf, wo er u. a. mit Oscar Nicolas Fresedo zusammenarbeitete und mit Aufführungen seiner Tangos sich in Buenos Aires etablierte. 2007 erhielt er Aufträge der Kasseler Musiktage, des Münchner A•DEvantgarde Festivals und unterrichtete an der Universität der Künste Berlin. Seit 2006 besucht Ewert die Kurse von José Manuel López López an der Universität Paris VIII, wo er regelmäßig auch auf seine Professoren Heinz Winbeck und John van Buren trifft.